# Asociación de Hispanistas de Serbia
La  Asociación de Hispanistas de Serbia (en serbio: Хиспанистас савез Србије), es una organización fundada en el 2008 en Belgrado, Serbia. Su  objetivo principal es promover la cultura hispánica en Serbia, como el estudio de la lengua  lengua española, literatura, historia y traducción como también sus manifestaciones artísticas y científicas. El interés por el estudio del idioma español en Serbia ha despertado un creciente aumento en los últimos años hasta pugnar con el inglés y el italiano por la primacía de las preferencias de los ciudadanos por una lengua extranjera. Según en unas declaraciones a Efe, Dalibor Soldatic, jefe de la Cátedra de estudios ibéricos en la Facultad de Filología de la universidad de Belgrado, calificó como "considerable" el aumento de estudiantes del castellano o español, sobre todo si se considera que en el mercado laboral en el país balcánico hay una escasa demanda de licenciados hispanistas. Además, que la popularidad de las telenovelas hispanoamericanas y la cada vez más presente literatura española en las librerías serbias, han contribuido al despertar de ese interés. Según un sondeo improvisado entre los estudiantes, unos quieren estudiar español porque les suena hermoso o porque lamentablemente, se ven impresionados por las telenovelas, mientras que otros aspiran a leer las obras originales de Cervantes, Federico García Lorca o Gabriel García Márquez.
También hay que destacar, que en este países reside la comunidad sefardí, descendientes de los judíos expulsados de la península ibérica por los Reyes Católicos desde 1492. Comunidad que ha conservado el español como lengua materna y su dialecto derivado de este como es el judeoespañol o ladino.